# Bernard Lehideux
Bernard Lehideux este un om politic francez, membru al Parlamentului European în perioada 2004-2009 din partea Franței. 
1. 1 2  Deputații în Parlamentul European